# Сарыбулак (городская администрация Конаев)
Сарыбула́к (каз. Сарыбұлақ) — село в Алматинской области Казахстана. Находится в подчинении городской администрации Капшагая. Входит в состав Шенгельдинского сельского округа. Код КАТО — 191637700.

## Население
В 1999 году население села составляло 1389 человек (721 мужчина и 668 женщин). По данным переписи 2009 года в селе проживало 745 человек (383 мужчины и 362 женщины).